# Râle de Woodford
Nesoclopeus woodfordi
Espèce
Statut de conservation UICN

 LC  : Préoccupation mineure
Le Râle de Woodford (Hypotaenidia woodfordi) est une espèce d'oiseaux de la famille des Rallidae. Elle était et est parfois encore considérée comme une sous-espèce du Râle à ailes barrées (N. poecilopterus), aujourd'hui éteint.
Son nom commémore le naturaliste britannique Charles Woodford (1852-1927).
Cet oiseau peuple l'archipel des Salomon.
- H. w. tertia (Mayr, 1949) — îles Buka et Bougainville ;
- H. w. woodfordi (Ogilvie-Grant, 1889) — Guadalcanal ;
- H. w. immaculata (Mayr, 1949) — Santa Isabel.